# Sancheng
Sancheng (kinesiska: 三城) är en köping i östra Kina. Den ligger i Lai'an härad i staden Chuzhou i provinsen Anhui, omkring 120 kilometer öster om provinshuvudstaden Hefei. Antalet invånare är 18389. Befolkningen består av 9 050 kvinnor och 9 339 män. Barn under 15 år utgör 13,0 %, vuxna 15-64 år 74 %, och äldre över 65 år 12,0 %.